# 和田四三四
和田 四三四（わだ しさし、1910年（明治43年）4月12日 - 1942年（昭和17年）8月13日）は、昭和時代前期の社会運動家。

## 経歴・人物
出自はもと伊予松山藩主・久松松平家の一族。父松平定安、母マツの六男として愛媛県松山市に生まれ、のち温泉郡道後湯之町の和田家の養子となる。愛媛県立松山中学校（現：愛媛県立松山東高等学校）を経て、1931年（昭和6年）3月に松山高等商業学校（現：松山大学）を卒業する。卒業後は、同校図書館にて勤めた後、大阪市港区の法律事務所で労働運動について研究した。1932年（昭和7年）全国労働組合同盟（日本労働組合同盟の後身）大阪金属港南支部連合会書記となり、消費組合運動を進める。1934年（昭和9年）共産党に入党し、党の再建に努めた。また、人民戦線運動の推進や組織化に尽力するが、1936年（昭和11年）12月に9府県で延べ約240人検挙という弾圧を受け逮捕され、1942年（昭和17年）8月13日に獄死した。